# Římskokatolická farnost Mnich
Římskokatolická farnost Mnich je územním společenstvím římských katolíků v rámci pelhřimovského vikariátu českobudějovické diecéze.

## O farnosti

### Historie
Plebánie v Mnichu je poprvé doložena v roce 1359. Později zanikla a Mnich se v roce 1650 uvádí jako filiálka farnosti Deštná. Farnost byla obnovena v roce 1759.

### Současnost
Farnost Mnich je admninistrována ex currendo z Kamenice nad Lipou.
| Kostel                   | Místo    | Bohoslužba             | Bohoslužba             | Poznámka        |
| ------------------------ | -------- | ---------------------- | ---------------------- | --------------- |
| Kaple                    | Bořetín  | neslouží se pravidelně | neslouží se pravidelně | obecní kaple    |
| Kostel sv. Václava       | Hojovice | neslouží se pravidelně | neslouží se pravidelně | filiální kostel |
| Kaple                    | Mirotín  | neslouží se pravidelně | neslouží se pravidelně | obecní kaple    |
| Kostel sv. Jana Křtitele | Mnich    | neděle                 | 8.00                   | farní kostel    |